# فنون أوروبا

الموناليزا

للفنون الأوروبية تأثير واسع الانتشار في معظم أرجاء العالم أكثر من تأثير أي فن من فنون القارات الأخرى. لقد بدأ هذا التأثير بعد العصور الوسطى، إذ أصبحت دول أوروبا الغربية في مقدمة الدول العالمية ذات النفوذ. وكان للفن الأوروبي أثر كبير على بعض البلدان، ككندا والولايات المتحدة اللتين أقامهما المهاجرون من الأوروبيين، كما وصل الفن الأوروبي إلى أجزاء من أفريقيا وآسيا، التي أصبحت ضمن المستعمرات الأوروبية. إلا أن هذا التأثير بدأ في التناقص حينما بدأ نفوذ أوروبا يتلاشى خلال القرن العشرين.

## الفن عند قدماء الإغريق والرومان
الفن الإغريقي من أكثر فنون العصور القديمة بقاءً، فلقد كان لأعمال الفنانين الإغريق أثر دام لأكثر من ألفي عام حيث أبدع الإغريق في فن المعمار والأدب والنحت. فالمعابد والمباني العامة الإغريقية، بأعمدتها الجميلة الضخمة تحتل مرتبة متميزة بين الأبنية في العالم من حيث التصميم. كان للإغريق دور رائد في كتابة الأدب الأوروبي القديم، فأنشأوا الأدب المسرحي كما نعرفه الآن. ولقد أبدع النحاتون الإغريق في نحت الأشكال البشرية من البرونز والرخام.
بنى الرومان معظم فنونهم على نمط الفن الإغريقي، فقدموا أهم الإسهامات في فن المعمار والأدب، وفي تطوير نحت اللوحات الواقعية. فابتكر المعماريون الرومان الأقواس والدعامات الخرسانية، التي ساعدت في تشييد أبنية أضخم مما بنى الإغريق.

## الفن في القرون الوسطى
كان للكنيسة تأثير كبير على الفن الأوروبي خلال القرون الوسطى. ويأتي في المرتبة الثانية من ناحية مبلغ التأثير على الفن ـ خاصة في جنوب شرقي أوروبا ـ الفن البيزنطي الذي تأثر بدوره بمعتقدات الأرثوذكس والثقافة الآسيوية. أما التأثير الثالث على الفن الأوروبي، فقد كان تأثير الفن الإسلامي ,الذي ظهر أثره في إسبانيا بصورة رئيسية، ولدرجة ما على الفن في الجزء الجنوبي الشرقي من أوروبا.
تناول فنانو القرون الوسطى الموضوعات الدينية في أغلب الأحيان. ومن الأعمال الفنية البارزة في تلك العهود، فن المعمار الكنسي، والرسومات الدينية والنحت. انحط الفن الأوروبي في بداية القرون الوسطى، فلم يظهر من الأعمال والأساليب البارزة نسبيًا إلا القليل، حتى بدأت مؤشرات إحياء الفنون في الظهور خلال القرنين الحادي عشر والثاني عشر الميلاديين. إذ ظهر الأسلوب الفني الذي عرف باسم الرومانسك (طراز فن العمارة) في غربي أوروبا خلال هذه الفترة. ومن السمات الرئيسية لطراز الرومانسك في فن العمارة قوته ومتانته. فقد تميزت كل المباني التي شيدت على هذا الطراز تقريبًا بسماكة جدرانها ومتانة دعاماتها وانخفاض واتساع أقواسها. أما الصور الزيتية على هذا الطراز، فإنها غنية بالألوان، إلا أنها لاتصور المساحات والأشكال الحقيقية.
خلال القرن الثالث عشر الميلادي أصبح الفن القوطي الطراز الرئيسي المتبع في جزء كبير من أوروبا. يتمثل الطراز القوطي بصورة رئيسية في فن العمارة، إذ صمم المعماريون القوطيون، المباني الجميلة الشاهقة التي لاتحتاج لجدران سميكة لتكون دعامات لها. ولقد جعل هذا التصميم بالإمكان استخدام النوافذ ذات الزجاج الملون في المباني القوطية.

## الفن في عصر النهضة
بدأ في إيطاليا خلال القرن الرابع عشر الميلادي، وانتشر في معظم أنحاء أوروبا، في القرنين الخامس عشر والسادس عشر الميلاديين. ولقد كان لفن وفلسفة الإغريق القدماء والرومان انعكاسات وتأثيرات عظيمة على الفن في هذا العصر. ركز فنانو عصر النهضة على أهمية الفرد. كما أنهم صوروا أيضًا الأشكال والمساحات بدقة متناهية أكثر مما كان شائعًا في القرون الوسطى.
استمر فنانو عصر النهضة في إبراز الموضوعات الدينية، إلا أنهم بدأوا أيضًا في معالجة موضوعات الحياة اليومية، فاتجه الفنانون لرسم لوحات وصور للمناظر الطبيعية والشوارع. بدأ اهتمام المعماريين ينصب على تصميم المنازل والمباني العامة، وبدأ النحاتون ينحتون جسم الإنسان بصورة أدق من أي زمن مضى.

## الفن منذ عصر النهضة
أصبح الفن منذ عصر النهضة، يعكس التحولات المتعددة والمتلاحقة في المجتمع الأوروبي، فظهرت أنماط مختلفة أثناء هذه الفترة. بالإضافة إلى ذلك ظهر في أوروبا شكلان جديدان للفن، وهما الأوبرا والسيمفونية حيث تم تأليف وتمثيل الأوبرا لأول مرة في التسعينيات من القرن السادس عشر الميلادي بينما تم تأليف الموسيقى السيمفونية خلال القرن الثامن عشر الميلادي.
ساد في القرن السابع عشر الميلادي أسلوب في التعبير الفني عرف باسم الباروك، نتيجة لظهور القومية، وللصراع الذي نشب في أوروبا بين الكنيستين البروتستانتية والكاثوليكية الرومانية. فقد أراد القادة السياسيون والزعماء الدينيون من أتباع الكنيسة الرومانية الكاثوليكية استخدام الفن للتأثير على تفكير الجماهير. فتبعًا لذلك ابتدع الفنانون الأسلوب الباروكي العاطفي المفعم بالشعور.
أحدث التطور الصناعي السريع، ونمو المدن مع التقدم الهائل في العلوم والتكنولوجيا تحولات كبيرة في المجتمع الأوروبي، وتسبب في مشكلات اجتماعية جمة منذ القرن الثامن عشر الميلادي. وبدأ اهتمام الفنانين بالموضوعات الدينية يقل، بينما زاد اهتمامهم بوضع الإنسان في العالم الحديث. فمثلاً في أواخر القرن الثامن عشر وأوائل القرن التاسع عشرالميلاديين، أصبح الفنانون الذين ينتمون إلى ماسمي بالحركة الرومانسية يعترضون على تزايد آلية وتوحيد خصائص المجتمع، كما عارضوا أيضًا الظلم الاجتماعي والاستبداد السياسي السائدين في ذلك الوقت. اتجه هؤلاء الفنانون نحو الطبيعة والخيال الجامح، وقصص الأماكن النائية، هروبًا من واقع حياتهم. فتميز فنهم بالتركيز على العاطفة والخيال.
في منتصف القرن التاسع عشر الميلادي ظهرت حركة فنية سميت بالواقعية. حاول فنانو هذه الحركة تصوير مظاهر الحياة بدقة متناهية كما هي عليه. ولقد تطورت المدرسة الواقعية جزئيًا، بسبب التأكيد على المعلومات الدقيقة، التي برزت نتيجة لظهور العلوم الحديثة. وتأثرت الحركة الواقعية أيضًا بالاهتمام المتزايد لتفهم مشكلات المجتمع.
بدأت تظهر منذ عام 1900م أساليب فنية جديدة كل بضع سنين، فالنحاتون والفنانون، صاروا يولون رواية القصة ومعالجة الموضوعات العادية المألوفة اهتمامًا أقل من الصور الذهنية التي يثيرها التأثير العام. فأنشأ الرسامون الأساليب الفنية المجردة التي لاتعكس الأشياء، أو الأشكال الحقيقية وركزوا على الشعور والإحساس والحالة النفسية.وبدأوا يعالجون جسم الإنسان، بصورة أقل من معالجتهم للآلات والأشياء الأخرى. ولقد ابتدعت مدرسة باوهاوس للتصميم في ألمانيا، الأنماط الوظيفية البسيطة التي تتميز بخلوها من الزخرفة. أثر الباوهاوس على كثير من مظاهر الفن الحديثة كتصميم المباني والأثاث. انظر: باوهاوس. كما أبدع الفنانون في إنشاء أعمال فنية تختلف اختلافًا جذريًا عن الأساليب السابقة، كما تقدم الفن المسرحي والأدب والموسيقى بالقدر نفسه.

## الفن الحديث
نمت من الأخلاقيات الطبيعية للواقعية، حركة فنية رئيسية جديدة هي الانطباعية. كان الانطباعيون روادًا في استخدام الضوء في لوحاتهم إذ حاولوا تجسيد الضوء كما تراه العين البشرية.  انخرط كل من إدغار ديغاس وإدوارد مانيه وكلاودي مونيه وكاميل بيسارو وبيير أغوست رينوار، في الحركة الانطباعية. تطورت حركة ما بعد الانطباعية كنتيجة مباشرة للانطباعية، وكان من أفضل روادها بول سيزان وفنسنت فان غوخ وبول غوغان وجورج سيورات.
جاءت الحوشية في أعقاب الانطباعيين وما بعد الانطباعيين، وهي تعتبر غالبًا أول نوع من الفن «المعاصر». مثلما أحدث الانطباعيون ثورة في الضوء، أعاد الحوشيون النظر في الألوان ورسموا لوحاتهم بألوان زاهية. بعد الحوشية، بدأ الفن المعاصر في التطور بكل أشكاله، بدءًا من التعبيرية، المعنية باستحثاث المشاعر من خلال الأعمال الفنية الموضوعية، إلى التكعيبية، وهي فن نقل واقع رباعي الأبعاد على لوحة مسطحة، إلى الفن التجريدي. دفعت أشكال الفن الجديدة حدود المفاهيم التقليدية «للفن» وتطابقت مع التغيرات السريعة المماثلة التي كانت تحدث في المجتمع البشري وفي التكنولوجيا والفكر.
غالبًا ما تصنف السريالية كشكل من أشكال الفن الحديث. مع ذلك، اعترض السرياليون أنفسهم على دراسة السريالية كحقبة في تاريخ الفن، زاعمين أن ذلك يبالغ في تبسيط تعقيد الحركة (التي يقولون أنها ليست حركة فنية)، ويحرف علاقة السريالية بالجماليات ويؤدي إلى وصف السريالية المستمر وبشكل خاطئ على أنها حقبة منتهية مغلفة تاريخيًا. هناك أشكال أخرى من الفن الحديث (بعضها يحاذي الفن المعاصر):
- التعبيرية التجريدية
- آرت ديكو
- آرت نوفو
- الباوهاوس
- فن مجال اللون
- الفن التصوري
- البنائية
- التكعيبية
- الدادائية
- الفارس الأزرق
- دي ستايل
- الجسر
- فن الجسد
- التعبيرية
- الحوشية
- فلوكسس
- المستقبلية
- الواقعة
- السريالية
- الحرفية
- التجريدية الغنائية
- فن الأرض
- التقليلية
- الفن الفطري
- الفن البصري
- فن الأداء
- التصويرية الواقعية
- البوب آرت
- التفوقية
- فن الفيديو
- الحركة الدوامية
- الفترة الزمنية
- الانطباعية: أواخر القرن التاسع عشر
- الفنون الأخرى: النصف الأول من القرن العشرين

## الفن المعاصر وفن ما بعد الحداثة
شهد الفن الحديث عدة خصائص لما سيعرف لاحقًا على أنه فن ما بعد الحداثة، في واقع الأمر، يمكن تصنيف العديد من حركات الفن الحديث على أنها حديثة وما بعد حداثية، مثل فن البوب (بوب آرت). ففن ما بعد الحداثة، مثلًا، يركز بقوة على السخرية والفكاهة بشكل عام، وقد بدأ الفن الحديث من أجل تطوير نهج أكثر سخرية للفن الذي من شأنه أن يتقدم في وقت لاحق على أنه ينتمي لما بعد الحداثة. يمكن لفن ما بعد الحداثة رؤية التشويش بين الفنون الراقية والفنون الجميلة وبين الفن المتدني والفن التجاري مما جعل الفن الحديث يبدأ بتجربة هذا التشويش. اتسمت السمات التطورية الأخيرة في الفن بتوسع كبير فيما يمكن اعتباره الآن الفن، من ناحية المواد والإعلام والنشاط والمفهوم. كان للفن المفاهيمي على وجه الخصوص تأثير واسع النطاق. بدأ هذا حرفيًا كبديل لفكرة تمثل شيئًا مصنوعًا، وأحد نواياه هو دحض تسليع الفن. مع ذلك، فإنه الآن عادة ما يشير إلى العمل الفني حيث يوجد شيء، ولكن المطالبة الرئيسية للعمل هو القيام بعملية التفكير التي قدمت لها. عاد هنا الجانب التجاري إلى العمل.
كان هذا تقدمًا في الفن في إشارة إلى الحركات الفنية والفنانين السابقين واكتساب صلاحية من تلك المراجع.
يختلف فن ما بعد الحداثة، الذي نما منذ الستينيات من القرن العشرين، عن الحداثة في أن حركات الفن الحديث كانت تركز على أنشطتها وقيمها الخاصة في المقام الأول، في حين تستخدم ما بعد الحداثة مجموعة كاملة من الحركات السابقة كنقطة مرجعية. ولد ذلك، بحكم تعريفه، نظرة نسبية رافقتها سخرية وقدر من عدم تصديق القيم، إذ يمكن اعتبار كل منها بديلًا عن القيم الأخرى. من النتائج الأخرى لذلك نمو النزعة التجارية والشهرة. شكك فن ما بعد الحداثة في القواعد والمبادئ التوجيهية المشتركة لما يعتبر «الفنون الجميلة»، ودمج الفن المتدني مع الفنون الجميلة حتى لم يعد بالإمكان التمييز بينها. قبل ظهور حركة ما بعد الحداثة، كانت الفنون الجميلة تتميز بشكل من أشكال الجودة الجمالية والأناقة والحرفة والبراعة والإثارة الفكرية التي كانت تهدف إلى جذب الطبقات العليا أو المتعلمة، هذا الفن الرفيع المميز عن الفن المتدني، والذي بدوره كان ينظر إليه على أنه مبتذل وسهل الصنع ويفتقر إلى الكثير من التحفيز الفكري، وبأنه فن يهدف إلى جذب الجماهير الكبيرة. طمس فن ما بعد الحداثة هذه الفروق، فأدخل عنصرًا قويًا من الفن الرفيع والتجارة والحلم في الفنون الجميلة المعاصرة، وما ينظر إليه اليوم على أنه من الفنون الجميلة ربما كان ينظر إليه في السابق على أنه فن متدني قبل أن تحدث حركة ما بعد الحداثة ثورة في مفهوم ما يعتبر فعلًا فنونًا رفيعة أو جميلة. إضافة إلى ذلك، تترك طبيعة ما بعد الحداثة للفن المعاصر مساحة كبيرة للفردية داخل المشهد الفني، فمثلًا، غالبًا ما يستلهم فن ما بعد الحداثة من الحركات الفنية السابقة، مثل الفن القوطي أو الباروكي، ومن كلا المقارنات وأساليب التدوير التي تنتمي للفترات السابقة ولكن بأساليب مختلفة.
بعض السرياليين، وعلى وجه الخصوص خوان ميرو، الذين دعوا إلى «جريمة الرسم» (في العديد من المقابلات التي يرجع تاريخها إلى الفترة بين ثلاثينيات القرن الماضي فصاعدًا، أعرب عن ازدراء لأساليب الرسم التقليدية وعن رغبته في «قتل» أو «ارتكاب جريمة» أو «اغتصاب» هذه اللوحات لصالح المزيد من الوسائل المعاصرة من التعبيرية)، استنكروا أو حاولوا «استبدال» الرسم، وكانت هناك أيضًا اتجاهات أخرى ضد الرسم من بينها الدادائية والفن المفاهيمي. جرت مواجهة الاتجاه بعيدًا عن الرسم في أواخر القرن العشرين من قبل حركات مختلفة، مثل استمرار الفن التقليلي والتجريد الغنائي وفن البوب وفن الواقعية الجديدة والفن البصري والتصويرية الواقعية والرسم الأوربي الجديد والستاكيزم والإفراطية وغيرها من الاتجاهات المهمة والمؤثرة.